# Рилево
Рилево (на македонска литературна норма: Рилево) е село в община Долнени на Северна Македония.

## География
Разположено е в Прилепското поле, северозападно от град Прилеп в югоизточните поли на Даутица.

## История
С берат от 1622 година част от Рилево, заедно с Ношпал, Бучин и още четири села е включено в зиамет с приход от 20 000 акчета, даден на Хасан, човек на везира Даут паша. Общият приход от селото е 4961 акчета, а делът на Хасан е 1961.
Селската църква „Свети Атанасий“, според ктиторския надпис над прозореца на южната стена, е изградена в 1627 година от майстор Иван от Кичево и изографисана от майстор Йон от Линотопи.
В Рилево работи майстор Станко Цветков.
В XIX век Рилево е село в Прилепска каза на Османската империя. „Етнография на вилаетите Адрианопол, Монастир и Салоника“, издадена в Константинопол в 1878 година и отразяваща статистиката на населението от 1873 година Рилово (Rilovo) е посочено като село с 37 домакинства и 153 жители българи.
Училището в селото е открито през 1898 година и се финансира от сръбската държава.
Според статистиката на Васил Кънчов („Македония. Етнография и статистика“) от 1900 година Рилево е населявано от 444 жители българи християни.
На Етнографската карта на Битолския вилает на Картографския институт в София от 1901 година Рилево е чисто българско село в Прилепската каза на Битолския санджак с 42 къщи.
Цялото село в началото на XX век е сърбоманско. По данни на секретаря на Българската екзархия Димитър Мишев („La Macédoine et sa Population Chrétienne“) в 1905 година в Рилево има 336 българи патриаршисти сърбомани и работи сръбско училище.
При избухването на Балканската война седем души от Рилево са доброволци в Македоно-одринското опълчение.
На етническата си карта на Северозападна Македония в 1929 година Афанасий Селишчев отбелязва Рилево като българско село.
През време на българското управление в Македония през Втората световна война в село Рилево функционира народно първоначално училище с име „Гоце Делчев“.
Според преброяването от 2002 година Рилево има 69 жители македонци.

## Личности
Родени в Рилево
- Боге Георгиев македоно-одрински опълченец, нестроева рота на 4-та Битолска дружина
- Алексо Лозанчев македоно-одрински опълченец, нестроева рота на 4-та Битолска дружина
- Коста Спасов македоно-одрински опълченец, нестроева рота на 4-та Битолска дружина
- Митре Стойков (18-годишен) македоно-одрински опълченец, 4-та рота на 6-а Охридска дружина
- Георги Стоянов (46-годишен) македоно-одрински опълченец, нестроева рота на 4-та Битолска дружина
- Павел Трайчев македоно-одрински опълченец, нестроева рота на 4-та Битолска дружина
- Петър Христов македоно-одрински опълченец, нестроева рота на 4-та Битолска дружина
- Христо Гаврилов, кметски наместник в периода от 1941 до 1944 година[13]
- Йордан Костов Иванов, кметски наместник в периода от 1941 до 1944 година[13]
- Михаил Грозданов Стефанов, 33-та допълваща дружина, 4-та рота, убит на 31 авг. 1917 г в с. Кюприя[14]